# Criptopórtico

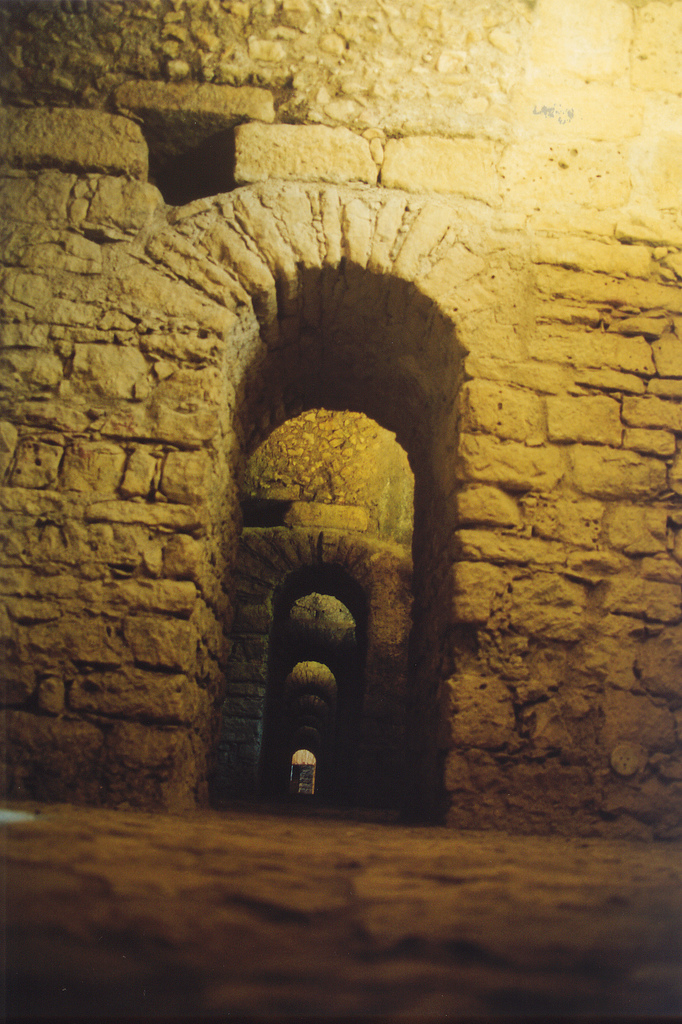
Criptopórtico do antigo Fórum de Emínio (Aeminium), sob o Museu Machado de Castro.

Na antiga arquitetura romana, um criptopórtico é uma galeria abobadada subterrânea ou semi-subterrânea. Os arcos de um criptopórtico serviam para sustentar estruturas localizadas na superfície, como um fórum ou uma villa, muitas vezes compensando um declive no terreno.
Além da função estrutural, os criptopórticos podiam ser utilizados como lugares de estocagem (hórreo) de alimentos como carne e trigo, uma vez que eram espaços frescos e abrigados da luz.
Vários são os criptopórticos ainda existentes no antigo mundo romano. Em Portugal há um bom exemplo na cidade alta de Coimbra, chamada Emínio (Aeminium em Latim) na época romana. O criptopórtico de Emínio, de dois andares, foi construído sob o fórum da cidade para vencer o desnível do terreno. Na Idade Média o fórum foi substituído pelo palácio episcopal da cidade, convertido no século XX no Museu Nacional Machado de Castro. Atualmente o criptopórtico pode ser visitado sob o museu. 
Também os antigos fóruns das atuais cidades francesas de Arles e Reims, entre outros, eram sustentados por criptopórticos que ainda existem.